# Omereque
Omereque är en ort i Bolivia.   Den ligger i departementet Cochabamba, i den centrala delen av landet, 110 km norr om huvudstaden Sucre. Omereque ligger 1 583 meter över havet och antalet invånare är 885.
Terrängen runt Omereque är huvudsakligen kuperad, men den allra närmaste omgivningen är platt. Omereque ligger nere i en dal. Runt Omereque är det mycket glesbefolkat, med 6 invånare per kvadratkilometer.. Omereque är det största samhället i trakten.
Trakten runt Omereque består i huvudsak av gräsmarker.